# Inner Monologue, Pt. 2
Inner Monologue, Pt. 2 è il terzo EP della cantante statunitense Julia Michaels, pubblicato il 28 giugno 2019 su etichetta discografica Republic Records.
È il seguito del suo EP precedente uscito all'inizio dello stesso anno, intitolato Inner Monologue Part 1.

## Album precedente e uscita
Il 6 giugno 2019, Michaels ha annunciato l'uscita dell'EP, previsto per il 28 dello stesso mese. L'EP funge da seguito del suo EP precedente, Inner Monologue Pt. 1. Michaels vede entrambi gli EP come un album unico e coeso. Inizialmente, Michaels aveva intenzione di focalizzare Inner Monologue Pt. 1 su canzoni d'amore, mentre la seconda parte si sarebbe concentrata su canzoni che trattavano la fine di una relazione, per distinguere il suo passato dal presente.

## Tracce
1. 17
2. Falling for Boys
3. Hurt Again
4. Work Too Much
5. Body
6. Priest
7. Fucked Up, Kinda (feat. Role Model)
8. Shouldn't Have Said It

## Classifiche
| Classifica (2019) | Posizione massima |
| ----------------- | ----------------- |
| Australia         | 91                |
| Germania          | 55                |
| Norvegia          | 14                |